# Отис, Элвелл
Элвелл Стефен Отис (англ. Elwell Stephen Otis; 25 марта 1838 — 21 октября 1909) — американский генерал-майор, участник ряда войн, генерал-губернатор Филиппин.

## Биография
Родился в 1838 году в Фредерике, штат Мэриленд. В 1860 году он окончил Гарвардскую школу права, и стал работать адвокатом.
Во время гражданской войны Элвелл Отис стал капитаном в 140-м Нью-Йоркском полку, участвовал в сражениях при Фредериксберге, Чанселорвилле и Геттисберге. 23 декабря 1864 года получил звание подполковника, а после гибели полковника в битве при Спотсильвейне возглавил полк. Во время осады Петерсберга Элвилл Отис возглавил 1-ю бригаду, и в сражении при Пиблс-Фарм был серьёзно ранен, что не позволило ему более принимать участия в боевых действиях.
Восстановившись после ранений, Элвел Оттис в 1867 году стал подполковником в 22-м пехотном полку. Он участвовал различных боях с индейцами, после битвы при Литтл-Бигхорн воевал в Монтане, в 1880 году стал полковником 20-го пехотного полка. В 1893 году Элвелл Отис стал бригадным генералом регулярной армии.
После начала в 1898 году испано-американской войны Элвелл Отис получил звание генерал-майора волонтёров, и был направлен на Филиппины с подкреплениями к генералу Мерриту. Когда Меррит стал генерал-губернатором Филиппин, Отис возглавил вместо него VIII корпус. 28 августа 1899 года Элвел Отис сам стал военным губернатором Филиппин, не оставив при этом поста командующего VIII корпусом.
В 1900 году Элвелл Отис вернулся в США. В 1906 году он был произведён в генерал-майоры регулярной армии. В 1909 году умер от ангины.